# Mekhi Phifer
Mekhi Phifer, född 29 december 1974 i Harlem, New York, är en amerikansk skådespelare.
Phifer är mest känd för sin roll som David "Future" Porter i filmen 8 Mile (2002). Han har även varit med i TV-serien Cityakuten som doktor Gregory Pratt och Larry Davids TV-serie Simma lugnt, Larry! samt vunnit säsong 4 av Celebrity Poker Showdown.

## Filmografi i urval
- 1995 – Uppdrag Berlin (TV-film)
- 1995 – Clockers
- 1996 – Ofarliga sinnen
- 1998 – Hell's Kitchen
- 1998 – Jag vet fortfarande vad du gjorde förra sommaren
- 1999 – Oskyldigt dömd
- 2000 – Shaft
- 2001 – Enemy of the Earth
- 2002–2008 – Cityakuten (TV-serie)
- 2002 – 8 Mile
- 2003 – Honey
- 2004 – Dawn of the Dead
- 2005 – Simma lugnt, Larry! (TV-serie)
- 2011 – Torchwood (TV-serie)
- 2014 – Divergent
- 2015 – Insurgent